# Merothrips williamsi
Merothrips williamsi är en insektsart som beskrevs av Hermann Priesner 1921. Merothrips williamsi ingår i släktet Merothrips och familjen Merothripidae. Inga underarter finns listade i Catalogue of Life.